# 球袜

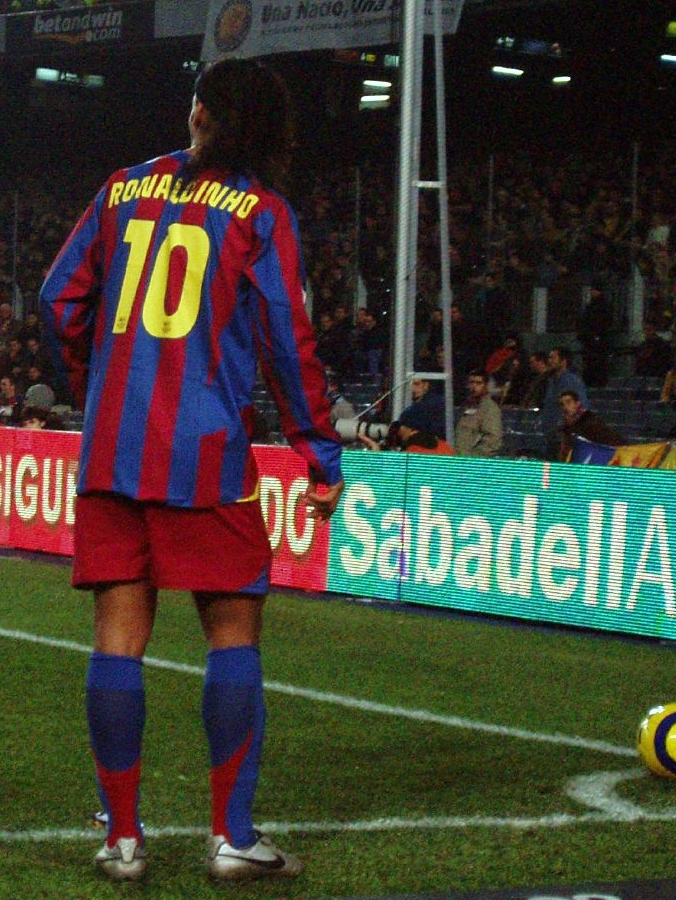
一名穿著球襪的足球運動員

球袜为足球运动中运动员穿着的长筒袜子，包裹整个小腿部位，球袜下会佩戴有护腿板以保护腿部。
以單層羅紋組織編織而成，原料以棉紗和羊毛為主，襪口一般有兩道不同顏色的橫條，球袜可以固定护腿板以有效保护小腿部位，使球员腿部的肌肉绷紧发力更集中，一般球袜的颜色会与相应的球衣颜色相符，球员可以更容易在混战中根据球袜颜色区分敌友，也便于裁判分清双方队员的腿以提高判罚准确度。